# Iuliana Măceșeanu
Iuliana Măceșeanu (7 de julio de 1981) es una deportista rumana que compitió en esgrima, especialista en la modalidad de espada. Ganó cuatro medallas en el Campeonato Europeo de Esgrima entre los años 2005 y 2009.

## Palmarés internacional
| Campeonato Europeo | Campeonato Europeo     | Campeonato Europeo | Campeonato Europeo |
| Año                | Lugar                  | Medalla            | Prueba             |
| ------------------ | ---------------------- | ------------------ | ------------------ |
| 2005               | Zalaegerszeg (Hungría) | Medalla de bronce  | Espada individual  |
| 2006               | Esmirna (Turquía)      | Medalla de oro     | Espada por equipos |
| 2008               | Kiev (Ucrania)         | Medalla de oro     | Espada por equipos |
| 2009               | Plovdiv (Bulgaria)     | Medalla de oro     | Espada por equipos |